# Maria Waldrast

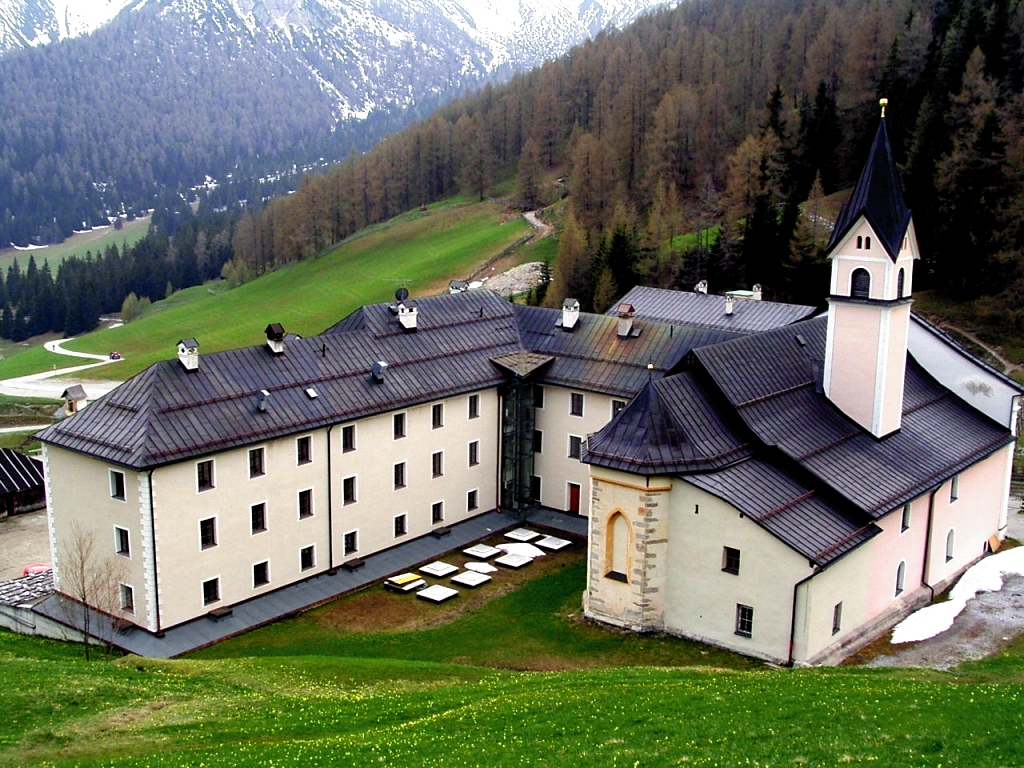
Maria Waldrast von Nordosten (2006)

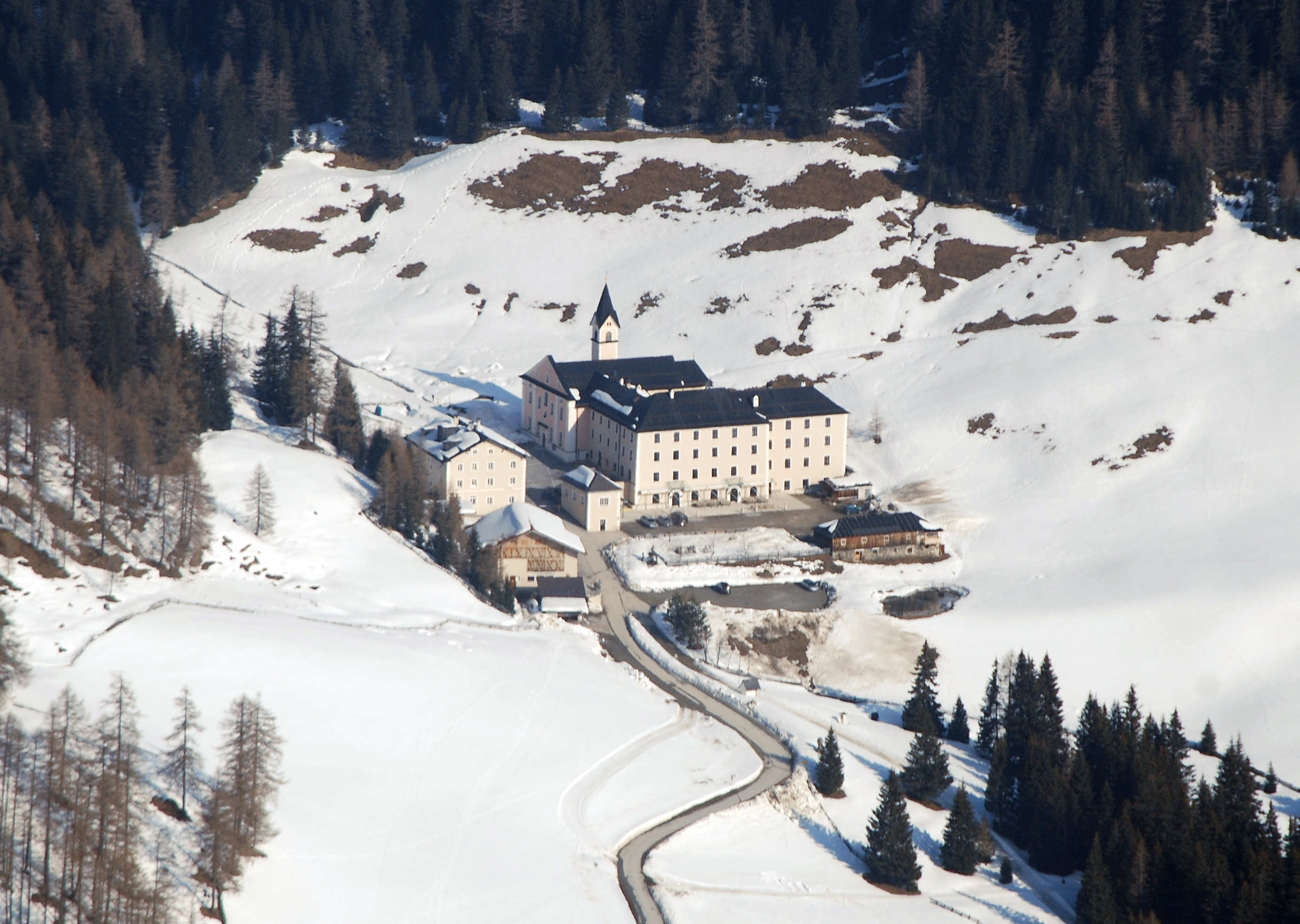
Maria Waldrast von Süden (vom Blaser aus gesehen)

Maria Waldrast ist ein Wallfahrtskloster des Servitenordens in der Gemeinde Matrei am Brenner in Tirol. Es liegt auf 1638 m ü. A. am Fuß der Serles und ist eines der höchstgelegenen Klöster Europas.

## Lage
Maria Waldrast liegt in einem von Mützens heraufziehenden Tal zwischen Serles und Waldraster Jöchl. Das Kloster kann auf Wanderwegen von Mützens, Mieders, Schönberg im Stubaital, Fulpmes und Trins erreicht werden. Am Pilgerweg von Mützens stehen mehrere offene Wegkapellen. Der Klostergasthof ist ein Stützpunkt für Bergwanderungen (besonders für die Besteigung der Serles) und für den Wintersport (Skitouren, Skilanglauf, Rodeln).

## Geschichte

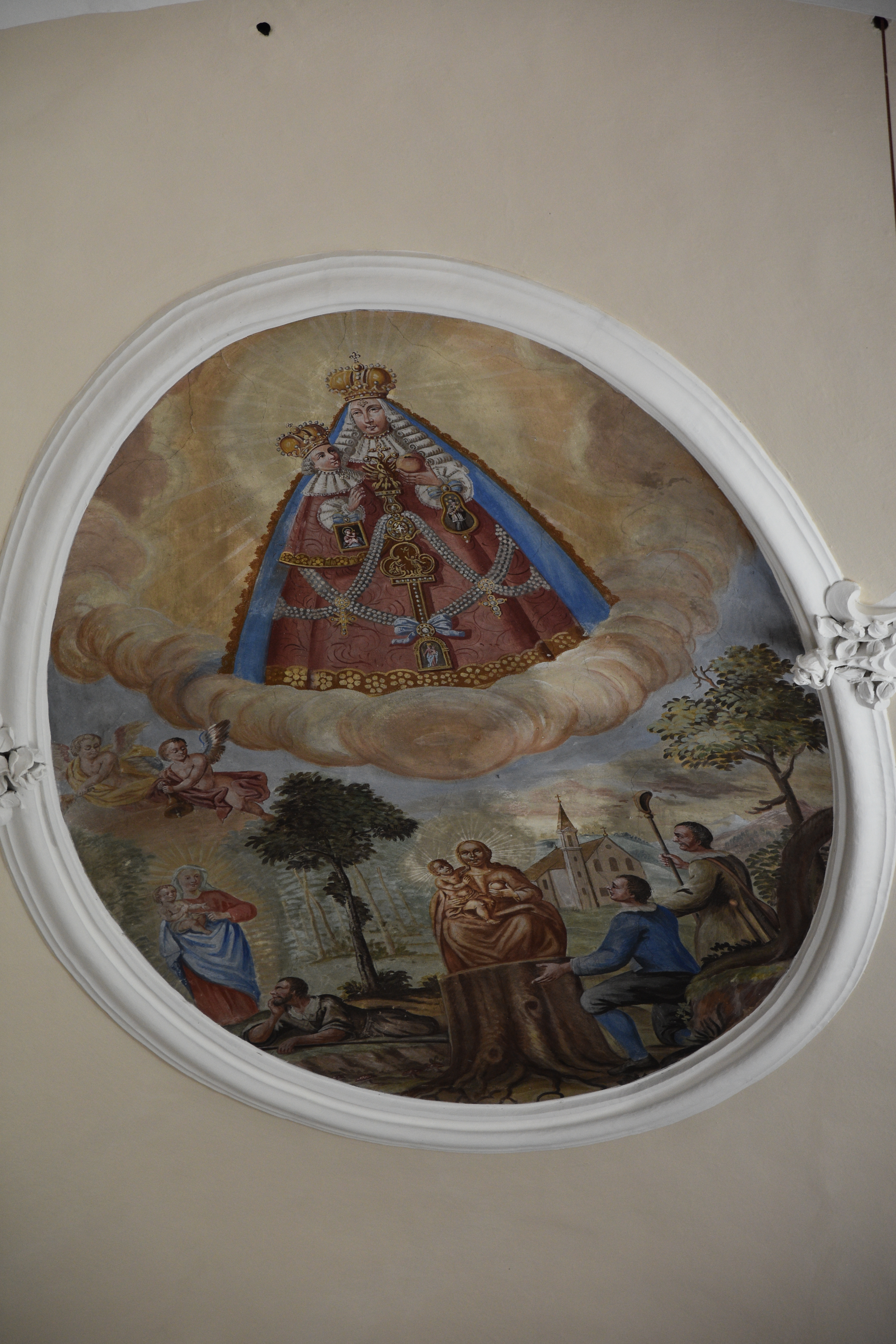
Chorfresko Auffindung des Waldraster Gnadenbildes, um 1666

Die Gründung des Klosters beruht auf einer Sage, der zufolge zwei Hirtenknaben aus Mützens hier 1407 ein aus einem Baumstamm gewachsenes Muttergottesbild fanden. Das Bild, dem wundersame Kräfte zugeschrieben wurden, wurde nach Matrei gebracht, wo es bald von Pilgern aufgesucht wurde. 1414 erteilte Bischof Ulrich Prustl von Brixen die Erlaubnis zum Bau einer Kapelle in der Nähe des Fundortes. 1429 war der Bau vollendet und das Gnadenbild wurde aus Matrei übertragen. Maria Waldrast wurde rasch zu einem viel besuchten Wallfahrtsort, der von den Landesfürsten gefördert und mit reichen Stiftungen bedacht wurde. Im 15. Jahrhundert sind in Maria Waldrast Mirakelberichte über die der Verehrung des Gnadenbildes zugeschriebenen Wunder aufgezeichnet worden, die Handschrift befindet sich heute im Museum Ferdinandeum in Innsbruck.
1621 legte der Tiroler Landesfürst Erzherzog Leopold V. den Grundstein zu einem Servitenkloster, die zu klein gewordene Kapelle wurde vergrößert. Das Kloster wurde 1624 bezogen, die Arbeiten konnten aber erst 1644 unter Erzherzogin Claudia von Medici fertiggestellt werden. Im 18. Jahrhundert erlebte der Wallfahrtsort seine größte Blüte, jedes Jahr kamen rund 40.000 Pilger auf die Waldrast. Kaiser Joseph II. hob das Kloster 1785 auf. Die Mönche mussten das Kloster verlassen, das Inventar wurde versteigert und das Gnadenbild nach Mieders gebracht. Die Gebäude wurden abgedeckt und damit dem Verfall preisgegeben.
1844 konnte der Servitenorden Kloster und Kirche zurückkaufen und wieder aufbauen. 1848 wurde das Gnadenbild in einer feierlichen Prozession aus Mieders zurück in die Wallfahrtskirche gebracht, der Wiederaufbau war aber erst 1912 abgeschlossen. Von den Nationalsozialisten wurde das Kloster 1942 erneut aufgehoben, das Gnadenbild kam zunächst nach Matrei, dann ins Rheinland. Im November 1945 konnte es wieder in Maria Waldrast aufgestellt werden.

## Beschreibung

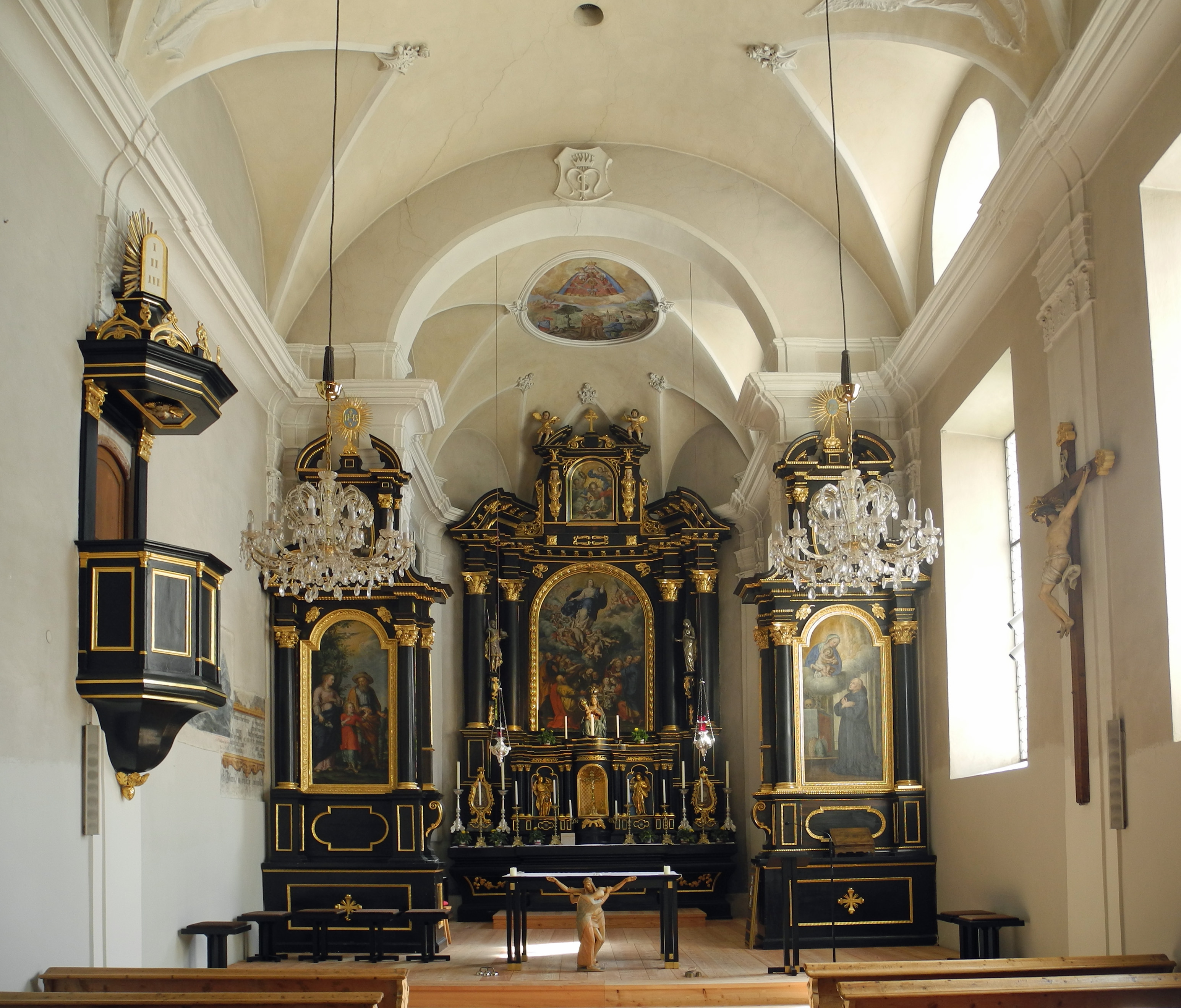
Innenansicht der Wallfahrtskirche

Vom ursprünglichen Kirchenbau ist der polygonale gotische Chor aus dem 15. Jahrhundert erhalten. Das Kirchenschiff wurde nach dem Verfall 1845/46 im klassizistischen Stil neu aufgebaut. Die zweigeschoßige Westfassade wird durch vier Kolossalpilaster gegliedert und von einem Dreiecksgiebel bekrönt. Im Norden des Langhauses ist der Turm mit verkürztem Helm angebaut. Langhaus, Seitenkapellen, Chor und Sakristei sind mit einem Satteldach gedeckt.
Die Inneneinrichtung ist größtenteils frühbarock. Die drei schwarz-gold gefassten Altäre und Bilder stammen von Michael Waldmann dem Jüngeren. Auf dem Tabernakel befindet sich das Gnadenbild, eine geschnitzte sitzende Madonna, die dem Jesuskind einen Apfel reicht. Es stammt aus der Zeit um 1420 und wurde im Barock überschnitzt. Die Passionstafeln an der Langhauswand stammen ebenfalls aus dem 15. Jahrhundert.